# Чарльз Джордж, Мэри
Мэри Чарльз Джордж (англ. Mary Georgina McGregor Charles George; 10 мая 1913 — 18 марта 2008) — педагог из Сент-Китса и Невиса. Она преподавала более полувека: сперва в школах Сент-Китса в течение 43 лет, а затем ещё десять лет на Виргинских островах. Она стала первой женщиной Сент-Китса и Невиса, баллотировавшейся на государственную должность. За свой вклад в образование в странах Карибского бассейна она была удостоена Ордена Британской империи от королевы Елизаветы II и получила пожизненное членство в Карибском союзе учителей. В её честь названы больница в Молинье (Сент-Китс) и премия за выдающиеся достижения в преподавании от Профсоюза педагогов Сент-Китса.

## Биография
Мэри Джорджина МакГрегор Чарльз родилась 10 мая 1913 года в семье Генри и Фрэнсиса Чарльзов в деревне Филлипс, Крайст-Черч-Никола-Таун, Сент-Китс. Она посещала начальную школу Лич в Филлипс-вилледж, а затем государственную школу Эстриджа. В возрасте 12 лет она сдала экзамен седьмого стандарта и поступила на программу «ученик-учитель». Это была система, широко применявшаяся в англо-карибских странах, позволяла учащимся, обычно в возрасте от 14 до 17 лет, продолжать свое образование за сниженную плату, обучая младших школьников. По окончании дополнительного трёхлетнего обучения и сдачи экзамена ученики-учителя получали квалификацию несертифицированных учителей. Если они заключали контракт ещё на три года и сдавали экзамен, учителя становились полностью квалифицированными.

## Карьера
Успешно сдав три таких экзамена, Чарльз в 1932 году получилк стипендию для зачисления на двухгодичный курс, предлагаемый педагогическим колледжем Спринг Гарденс в Антигуа. Вернувшись на Сент-Китс в 1934 году, она не смогла найти оплачиваемую работу и до следующего года работала неоплачиваемым учителем в государственной школе Эстриджа. В то время ее наняли помощником учителя в государственную школу Святого Павла. Она преподавала в этой школе до 1945 года, после чего заняла должность старшего преподавателя в школе Palmetto Point в Тринити. Через три года она вернулась в государственную школу Эстриджа в качестве директора. Она жила в Молино (Молинье) и каждый день ездила в школу на велосипеде, за что получала пособие на проезд. В 1956 году её перевели на должность директора государственной школы Кайона, где она преподавала в течение следующих 12 лет. В это время она также работала школьным инспектором. В следующем году умерла её сестра Иса Исаак, оставив пятерых детей, нуждающихся в уходе. Чарльз взяла мальчиков к себе и воспитала их. Она вернулась в Молино в 1968 году и ушла с государственной службы два года спустя.
Чарльз участвовала в делегации Сент-Китса на провинциальный синод Моравских братьев 1969 года в Антигуа и недолгое время преподавала в Мемориальной школе Джорджа Муди Стюарта при сахарном заводе, расположенном в Голден-Рок, Бастер. Затем в 1971 году Чарльз баллотировалась на выборах от Движения народного действия, став первой женщиной-кандидаткой в Сент-Китсе и Невисе. Она не прошла и вскоре перебралась на Виргинские острова. Там Чарльз в течение 18 месяцев учительствовала в Тортоле (Британские Виргинские острова), а затем переехала в Санта-Круа (Американские Виргинские острова), где продолжила свою педагогическую деятельность. В 1975 году она вышла замуж за Вальдемара Энрике Джорджа (1910—2000); семья поселилась в Кристианстеде. Джордж вышла на пенсию после 53 лет преподавательской деятельности в 1978 году, а в следующем году стала пожизненным членом Карибского союза учителей. В знак признания её многолетних заслуг в сфере образования в 1985 году королева Елизавета II наградила Джордж Орденом Британской империи. В следующем году было завершено строительство больницы в Молинье, названной в её честь больницей Мэри Чарльз.
После смерти мужа Джордж вернулась на Сент-Китс. Она умерла 18 марта 2008 года в Молинье (Сент-Китс). Посмертно Профсоюз учителей Сент-Китса учредил в ее честь награду «Премия Мэри Чарльз-Джордж» в знак признания выдающихся педагогических достижений.